# Kościół św. Marii w Bridgwater
Kościół św. Marii w Bridgwater – parafialny kościół anglikański znajdujący się w Bridgwater, w hrabstwie Somerset w Wielkiej Brytanii. Wybudowany w XIII wieku w miejsce wcześniej istniejącej świątyni, z biegiem czasu rozbudowany. Iglicę wysoką na 35 m wybudowano w 1367.

## Historia
Kościół został wybudowany w XIII wieku w miejscu wcześniej istniejącej świątyni, przebudowanej przez Wilhelma Briwiere. Północna elewacja oraz okna kościoła pochodzą z XIV wieku. W XV i XVI wieku dobudowano natomiast kaplice.
W roku 1367, na szczycie wieży mierzącej 20 metrów, wybudowano iglicę o wysokości 34,938 metra. Podczas rebelii Monmoutha król Jakub II obserwował z wieży kościelnej ruchy wojsk w Westonzoyland przed bitwą w Sedgemoor. W roku 1814 w iglicę trafił piorun, naprawiono ją rok później.
Zegar na fasadzie zainstalowano w roku 1869, zastępując stary zegar z roku 1393. Najstarszy z dzwonów pochodzi z roku 1617, późniejsze dzwony dodano w w. XVII i XVIII. Najnowszy dzwon dodano w roku 1868.

## Architektura
Kościół, zbudowany na planie krzyża jest niski w stosunku do innych zabudowań, jednak obszerny i rozbudowany. Wysoka iglica jest zbudowana na zbyt niskiej wieży, by zdominować krajobraz miasta. Wieża wybudowana jest z czerwonego piaskowca, reszta utrzymana jest w szarej tonacji naturalnego kamienia. Iglica na wieży, zaprojektowana prawdopodobnie przez Nicholas Waleysa i wybudowana w roku 1367 jest prosta i pozbawiona dodatków. Strony północna i południowa są z wyglądu skomplikowane z powodu wysuniętych ramion transeptu oraz dobudowanych kaplic, nieco bardziej ozdobionych niż w innych kościołach w hrabstwie Somerset. Północne drzwi wejściowe zwieńczone są tympanonem z oknem o gwiaździstym kształcie. Pod północnym transeptem znajduje się krypta z dwiema wnękami na groby, pochodząca prawdopodobnie z początku XIV wieku. We wnętrzu znajdują się trzy nawy. Dach nad nimi pochodzi z epoki wiktoriańskiej.
We wnętrzu kościoła znajduje się malowidło przedstawiające zdjęcie z krzyża, prawdopodobnie pochodzenia włoskiego lub hiszpańskiego, przekazane kościołowi w roku 1775 przez lokalną parlamentarzystkę Anne Poulett. Przy ołtarzu znajduje się dębowy pulpit z XVI wieku. Z tylnej strony kościoła, w pobliżu centralnego miejsca w mieście, Cornhill, znajduje się cmentarz, użytkowany od średniowiecza.